# Klaus-Dieter Ludwig
Klaus-Dieter Ludwig (n. 2 ianuarie 1943, Sulechów, Voievodatul Lubusz, Polonia – d. 18 mai 2016) a fost un timonier ce a reprezentat Republica Democrată Germană, medaliat olimpic. A participat la 2 ediții ale Jocurilor Olimpice (1972, 1980) în care a câștigat o medalie de aur și o medalie de argint.